# Maria Albuleț
Maria Albuleț (* 10. Juni 1932 in Brăila; † 17. Januar 2005 in Ploiești, Kreis Prahova) war eine rumänische Schachspielerin und auch unter den Namen Maria Pogorevici und Maria Albuleț-Pogorevici bekannt.

## Leben
Sie studierte Medizin, promovierte als Kinderärztin und arbeitete für Petrolul Ploiești. In den 1950er Jahren war sie eine der führenden rumänischen Schachspielerinnen. Sie gewann in den Jahren 1951, 1955 und 1956 die Rumänische Meisterschaft der Frauen. Zweimal wurde sie Zweite (1953, 1972) und einmal Dritte (1958). 
Als erste Rumänin erhielt sie den Titel Internationaler Meister der Frauen. Aufgrund ihrer internationalen Erfolge bekam sie 1985 von der FIDE den Titel Großmeister der Frauen (WGM), drei Jahre nachdem ihre Tochter Marina diesen Titel als erste Rumänin erhalten hatte.
Sie war auch eine starke Fernschachspielerin und nahm an der ersten Fernschacholympiade der Frauen teil.
Albulețs letzte Elo-Zahl betrug 2100, sie spielte allerdings nach 1990 keine Elo-gewertete Partie mehr. Ihre höchste Elo-Zahl von 2120 erreichte sie im Juli 1973 und Januar 1987.

## Kandidatenturniere
An den Turnieren zur Schachweltmeisterschaft der Frauen beteiligte sie sich 1959 in Plowdiw. In diesem Kandidatenturnier spielte sie unter ihrem Namen Maria Pogorevici und war punktgleich mit Friedl Rinder auf dem zwölften Platz.

## Nationalmannschaft
Maria Albuleț nahm mit Rumänien an der ersten Schacholympiade der Frauen 1957 in Emmen teil und erreichte mit ihrer Mannschaftskollegin Margareta Teodorescu den zweiten Platz. In der Erstwertung (Brettpunkte) war Rumänien gleichauf mit dem Sieger UdSSR, die Zweitwertung (Mannschaftspunkte) entschied für das sowjetische Duo.

## Fernschach
Von 1974 bis 1979 nahm das rumänische Team (Margareta Mureșan, Maria Albuleț, Margareta Perevoznic, Victoria Simu) an der 1. Frauen-Fernschacholympiade teil. Damals gewannen die sowjetische Mannschaft mit Olga Rubzowa am ersten Brett die Goldmedaille und die deutsche Mannschaft mit Juliane Hund an Brett 1 die Silbermedaille, Rumänien wurde Sechster.

## Gedenkturniere
Seit 2008 werden in ihrer Heimatstadt Brăila, in der sie auch beerdigt wurde, Gedenkturniere zu Ehren von Maria Albuleț ausgetragen. Der Wettbewerb 2008 war auch eine Prüfung der Mannschaften für die Schacholympiade 2008 in Dresden.
Das zweite Gedenkturnier 2009 gewann nochmals Corina Peptan vor Marina Makropoulou.